# Gazantchi (Zangilan)
Gazantchi est un village de la région de Zangilan en Azerbaïdjan.

## Histoire
En 1993-2020, Gazantchi était sous le contrôle des forces armées arméniennes. Pendant la Guerre de 2020 au Haut-Karabagh le village a été libéré par les forces armées azerbaïdjanaises.
En novembre 2021, l'Azerbaïdjan a établi un nouveau poste dans le village de Gazantchi à la frontière avec l'Arménie.